# 진화 스타디움
진화 스타디움(중국어 간체자: 金华体育中心)은 중국 저장성 진화시에 있는 다목적 경기장으로, 2014년에 개장했다.
2022년 아시안 게임 축구 경기가 열린 경기장 중 하나다.

## 图片
- 体育中心东门
- 体育场侧面
- 体育场看台
- 体育馆
- 游泳馆